# Kopenska vojska Osmanskega cesarstva
Oborožene sile Osmanskega cesarstva so bile razdeljene na kopensko vojsko, vojno mornarico in vojno letalstvo. 
Zgodovino osmanskih oboroženih sil lahko razdelimo na dve glavni časovni obdobji: klasično obdobje od ustanovitve leta 1299 do vojaških in političnih reform sultana Selima III. (1789–1807) v zgodnjem 19. stoletju, imenovanih Nizam-ı Cedid (Novi red), in moderno obdobje, ki se začenja z ustanovitvijo sodobne armade leta 1829.

## Klasično obdobje (1299-1829)

### Ustanovitev
Prve oborožene sile Osmanskega cesarstva so bile kopenska vojska, ki jo je v poznem 13. stoletju organiziral Osman I. (1299–1326) iz pripadnikov turških plemen v zahodni Anatoliji. Vojsko so sestavljali pretežno konjeniki, oboroženi z loki in sulicami. Najbolj zaslužni vojaki so za svoje zasluge dobili na osvojenih ozemljih zemljiške posesti - timarje in so jih zato imenovali timarioti. Poleg dohodkov od zemljiških posesti so bili na vojnih pohodih deležni tudi dela vojnega plena. 
Sultan Orhan I. (1326-1359) je organiziral prvo stalno vojsko, ki je namesto dohodkov od posesti in vojnega plena dobivala redno plačo. Pehotne enote so se imenovale yaya, konjeniške enote pa müsellem. Moštvo se sestavljali večinoma tuji najemniki in samo nekaj Turkov, ki so namesto vojnega plena raje izbrali redno plačo. Služenje v vojski ni bilo pogojeno s prestopom v islam.

### Uvedba strelnega orožja
Osmanska vojska je začela uporabljati strelno orožje med letoma 1444 in 1448. V vojski so ustanovili nove vrste enot: s puškami oborožene pešce (piyade topçu), s puškami oboroženo konjenico (süvari topçu neferi) in topničarje-bombardirje (kumbaracı). Bombardirji so bili sestavljeni iz grenadirjev–strelcev in vojakov, ki so vzdrževali topove in skrbeli za smodnik in strelivo. 

### Kapıkulu
Del osmanske kopenske vojske so vzdrževali in mu poveljevali zemljiški posestniki, ki so sčasoma dobili veliko moč postali nekakšno plemstvo. Število tujih najemnikov, ki so jih najeli veleposestniki, je krepko presegalo število najemnikov, ki jih je lahko najel sultan. Murat I. (1359–1389) je zato v strahu za oblast sredi 14. stoletja ustanovil svojo osebno suženjsko vojsko, imenovano kapıkulu. Ustanovitev nove vojske je temeljila na sultanovi pravici do petine vojnega plena, v katerega so bili všteti tudi vojni ujetniki. Ujetnike so spreobrnili v islam in jih vojaško usposobili za sultanovo osebno vojsko. 
Najbolj slaven del kapikula so bili janičarji, poturčeni fantje krščanskih podložnikov osmanskega cesarstva. Fante so zbirali s krvnim davkom (devşirme). Poleg janičarjev so bili v kapikulu tudi druge enote, med katerimi so bile najpomembnejše konjenica in helebardisti (baltaçi). Število vojakov v kapikulu je hitro raslo in kmalu so postali najpomembnejši element osmanske vojske. V času Murata II. (1421-1451) je postala njihova moč v primerjavi z vojsko plemstva že tako velika, da je sultan lahko prisilil plemstvo k plačevanju davkov. 

#### Janičarji
Janičarji so bili sultanova dvorna in telesna garda, ki jo je v 14. stoletju ustanovil sultan Orhan I. (1326-1359), razpustil pa Mahmud II. (1808–1839) leta 1826. Prve enote so sestavljali vojni ujetniki in sužnji. Po letu 1380 so zaželi njihove vrste polniti s krščanskimi otroki, ki so jih zbirali s krvnim davkom (devşirme). Fante so izbirali naključno, kasneje pa so vpeljali strogo selekcijo. 
Na začetku so bili med janičarji najbolj številni Grki in Albanci, ki so bili zelo številni tudi v policiji. Po osvojitvi Balkana so prišli na vrsto tudi Srbi, Bošnjaki in drugi podložni balkanski narodi, zatem pa še Ukrajinci in Rusi. Med vladanjam sultana Murata III. (1546-1595) so začeli med janičarje sprejemati tudi fante izven devşirme, v 17. stoletju pa so devşirmo povsem opustili. V vojsko so sprejemali samo še prostovoljce. 
Janičarji so v vseh pogledih pripadali samo sultanu. Njihov dom in družina je bil njihov polk, njihov oče pa je bil sultan. Samo tisti, ki so se dokazali kot najboljši, so pri 24 ali 25 letih dobili položaj pravega janičarja. Njihovo premoženje je po smrti podedoval njihov polk in janičarske enote so sčasoma zelo obogateje. 
Janičarji so se v mnogih pogledih razlikovali od ostale vojske: nosili so uniforme, dobivali redno plačo v gotovini in imeli svoj vojaški orkester, mehter, ki ke bil predhodnik sodobnih vojaških godb. Živeli so v vojašnicah in v mirnem času opravljali policijsko in gasilsko službo. Plačo so dobivali vsake tri mesece tudi v mirnem času in ne samo med vojno. Na plačilni dan se je tudi sultan oblekel v janičarsko uniformo in kot pripadnik prve janičarske divizije tudi sam prejel plačo. 
Osmansko cesarstvo je bilo prva država, ki je po propadu Rimskega imperija imela svojo satlno vojsko. Janičarji so bili podobni rimski pretorijanski gardi in v vojskah takratne fevdalne Evrope niso imeli primere. Njihov pomen je zelo zrasel z uvedbo strelnega orožja, ker je njihova udarna moč postala mnogo večja od moči konjenice, ki je bila oborožena s sabljami in sulicami. Janičarji so privzeli strelno orožje že zelo zgodaj, na začetku 15. stoletja. V 16. stoletju je njihovo standardno orožje postala mušketa, uporabljali pa so tudi bombe in lahke topove. 
Janičarji so bili samo del dobro utečenega osmanskega vojaškega stroja. Osmanska armada je imela obsežen sistem pomožnih vojaških enot: pred glavnino vojske so se pomikale inženirske enote, ki so pripravljale in popravljale ceste, postavljale tabore in pekle kruh, za orožje, smodnik in strelivo pa so skrbeli cebeci. Imeli so tudi medicinske enote s pretežno turškimi in judovskimi kirurgi, ki so skrbele za ranjence in bolnike in njihov transport do vojaških bolnišnic, ki so bile v zaledju.
Zaradi naštetih razlik in izrednih vojaških uspehov so bili janičarji že v tistem času predmet zanimanja in študija njihovih evropskih sodobnikov. Čeprav so njihove enote na začetku 19. stoletja razpustili, se je podoba janičarja kot enega od simbolov Osmanskega cesarstva ohranila vse do današnjih dni.

#### Elitna konjenica: spahije in akinci
Pomemben del osmanske kopenske vojske je bilo tudi šest divizij elitne konjenice (altı bölük). Najpomembnejša divizija so bili spahije, druga najpomembnejša pa akinci, ki so kot predhodnica armade plenili po nasprotnikovih ozemljih in opravljali izvidniško službo.
Spahije so nastali med vladanjem sultana Murata I. (1359–1389). Na začetku so jih novačili s krvnim davkom, tako kot janičarje, med vladanjem Mehmeda II. (1444–1446 in 1451–1481) pa so mednje vključevali samo še etnične Turke, ki so posedovali zemljo znotraj meja cesarstva. Spahije so nazadnje postali največja divizija osmanske konjenice in so bili nekakšen konjeniški dvojnik janičarjev. Ena od nalog spahij je bila tudi udeležba na vojaških paradah in služenje v sultanovi telesni gardi. V obdobjih miru so bili odgovorni za pobiranje davkov. 
Spahij ne smemo zamenjati s timarskimi spahijami, ki so bili nestalna konjenica, organizirana po fevdalnem načelu. V pogovoru so tudi timariote imenovali spahije, čeprav sta imeli obe formaciji zelo malo skupnega.

#### Azabi
Leta 1389 so v Osmanskem cesarstvu uvedli nabor: kadar je bilo potrebno, je moral vsak kraj prispevati predpisano število popolnoma opremljenih rekrutov. Te vojake so imenovali azabi. Uporabljali so jih predvsem v pomožnih enotah za gradnjo cest in mostov in oskrbovanje prednjih frontnih linij, zelo pogosto pa tudi za topovsko hrano, s katero so upočasnili prodiranje nasprotnika.
Posebne enote azabov so bili başıbozuki, katere so rekrutirali med brezdomci in kriminalci. Başıbozuki so bili kruti, nedisciplinirani in specializirani za borbo od blizu. 

#### Timarski spahije
Timarski spahije (tîmârlı sipahi) so bile nestalne konjeniške enote, ki so jih sestavljali zemljiški zakupniki – timârioti. Njihov položaj je bil podoben položaju vitezov v takratni Evropi. Najmanjša zemljiška enota, ki jo je spahija dobil neposredno od sultana, je bila tîmâr. Prinašala je do 10.000 srebrnikov (akçe) letnega dohodka, kar je bilo tri do štiriktrat toliko, kot je zaslužil učitelj. Večje posestvo je bilo ziamet, ki je prinašalo do 100.000 srebrnikov letno. Takšna posestva so imeli oficirji. Največja zemljiška enota je bila has, ki je prinašala več kot 100.000 srebrnikov letno in je bila namenjena samo najvišjim oficirjem. Vsi dohodki od posestva so šli na račun zakupnika, zakupnik pa je moral v zameno opravljati vojaško službo. Kasneje so v vojaško službo vključili tudi njegove podložnike: timarski spahija je moral zagotoviti do pet, ziametski do dvajset, haški pa preko dvajset popolnoma opremljenih vojakov.
Zemljiške posesti prvotno niso bile dedne.

#### Akaği
Akaği so bili evropski evnuhi, ki so varovali jedro sultanove palače in njegov dvor. 

#### Mehterân
Osmanska armada je imela tudi vojaški orkester - mehterân, ki je najstarejša oblika vojaškega orkestra na svetu. Na zahodu so znani pod imenom mehter, čeprav beseda mehter pomeni posameznega glasbenika iz vojaškega orkestra. 

## Moderno obdobje (1829-1922)
Moderno obdobje osmanske armade se uradno začenja leta 1829, potem ko je sultan Selim III. (1789–1807) na začetku 19. stoletja sprožil obsežno politično in vojaško reformo Osmanskega cesarstva, imenovano Nizam-ı Cedid (Novi red). Armada je bila organizirana podobno kot evropske armade tistega časa. 

### Razpustitev
Leta 1922 je Osmansko cesarstvo propadlo, istočasno pa je bila razpuščena tudi osmanska armada. Njeno vlogo je prevzela armada novonastale Republike Turčije.